# Kenea Yadeta
République fédérale démocratique d'Éthiopie
Kenea Yadeta (Ge'ez: ቀነዓ ያደታ) est un des 112 membres du Conseil de la Fédération éthiopien. Il est un des 19 conseillers de l'État Oromia et représente le peuple Oromo.
Il est nommé ministre de la Défense le 18 août 2020.